# Fröhliche Weihnacht überall

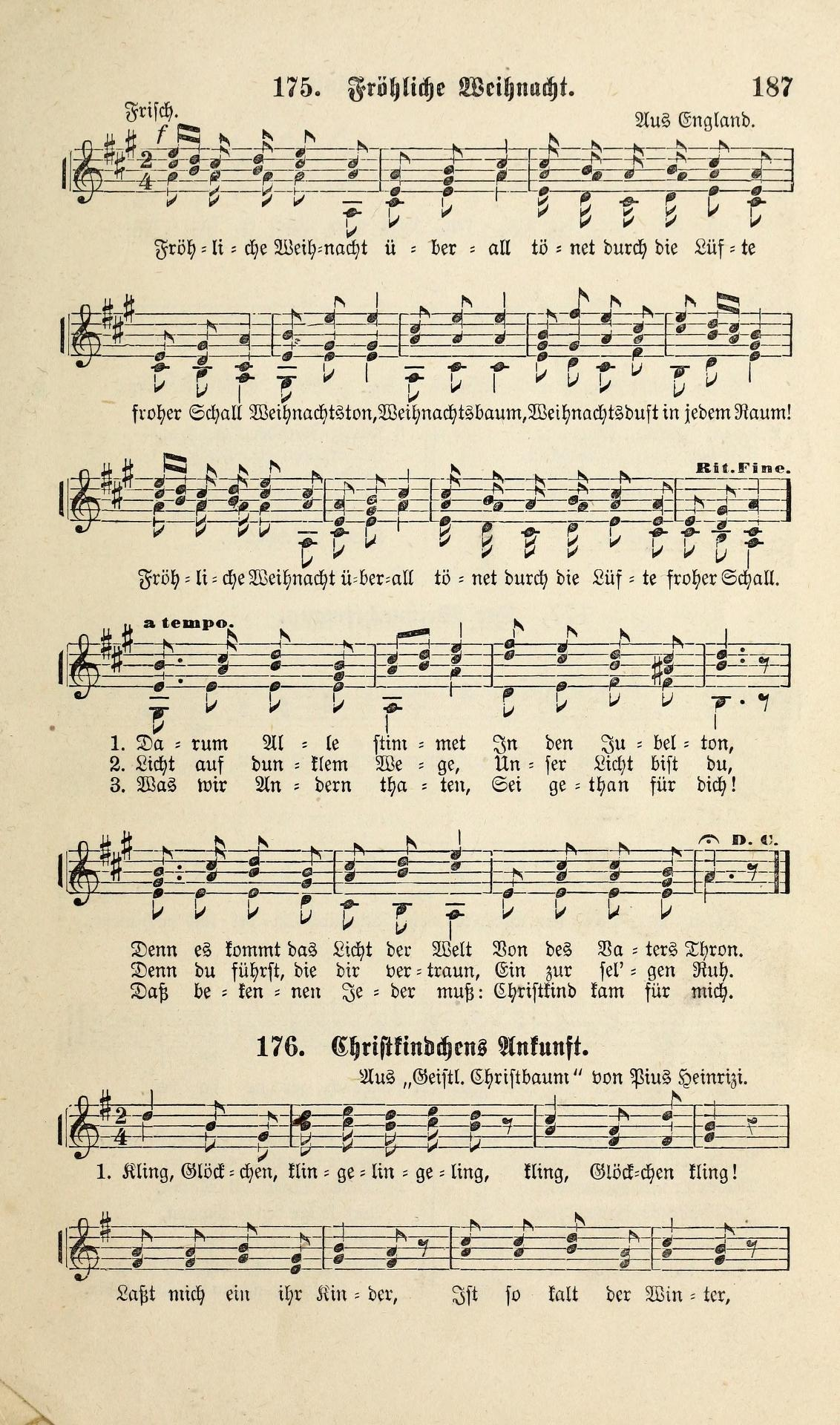
Fröhliche Weihnacht und Christkindchens Ankunft in Liederlust und Psalter, Cincinnati 1882

Fröhliche Weihnacht überall ist ein deutschsprachiges Weihnachtslied.

## Geschichte
Das Lied erschien erstmals 1870 unter dem Titel Merry, merry Christmas in der Sammlung Christmas Annual No. 2 eines New Yorker Verlages. Als Autorin von Text und Musik wird eine Mrs. Thomas J. Cook genannt, die in der zweiten Hälfte des 19. Jahrhunderts in den USA als Lehrerin wirkte. Die Autorin erscheint auch unter dem Namen Rebecca S. Cook; in manchen Büchern werden auch beide Namen als Autorenangaben genannt, doch möglicherweise bezeichnen beide Namensformen dieselbe Person. Bis 1896 wurde das Lied in mehreren Liederbüchern für Sonntagsschulen nachgedruckt, danach noch einmal 1923.
Der deutsche Text wird gelegentlich August Heinrich Hoffmann von Fallersleben zugeschrieben. In den Werken Hoffmanns ist das Gedicht jedoch nicht nachweisbar.
Die bisher älteste nachweisbare Fassung in einem deutschsprachigen Liederbuch findet sich in dem Werk Alte und neue Weihnachtslieder für Schule und Haus der Komponistin und Musikpädagogin Caroline Wichern, der ältesten Tochter Johann Hinrich Wicherns, das 1880 in Hamburg im Verlag des Rauhen Hauses erschien. Das Lied trägt den dort Titel Fröhliche Weihnacht und den Herkunftsvermerk „aus dem Englischen“. Als Nächstes ist es in dem Gesangbuch Liederlust und Psalter nachweisbar, das Heinrich Liebhart für den Gebrauch in methodistischen Sonntagsschulen und Familien zusammenstellte, und das 1882 in Cincinnati erschien; die Herkunftsangabe lautet dort „aus England“. Die Melodie der deutschen Fassung ist an einigen Stellen gegenüber dem Original leicht verändert.
1885 ist es in Deutschland bekannt und gilt als ein Lied, „das in fröhlichen Kinderkreisen zur Weihnachtszeit mit Lust gesungen wird“. 1896 erschien ein Satz von Rudolph Palme als Nr. 5 in seinem opus 64 Christnacht und Weihnachten. Zu Beginn des 20. Jahrhunderts fand das Lied Eingang in zahlreiche deutschsprachige Schulliederbücher und gelangte so zu hoher Popularität. 1996 erschien bei Josef Schiffer eine Esperanto-Übersetzung von Josef Kühnel. Übersetzungen in andere Sprachen sind nicht bekannt.
Das Lied wurde für zahlreiche Instrumente arrangiert, vorzugsweise für den Schul- und Hausmusikbereich, u. a.
- für Gesang und Klavier von Magdalene Kemlein 1974[11]
- für Blockflöten von Fritz Koschinsky[12]
- für Akkordeon von Rolf Heitmüller[13]
- für Gitarren von Willy Hintermeyer[14]
- als großer Instrumentalsatz von Anton Dawidowicz 1962[15]
- für Männer-, Frauen- oder gemischten Chor von Franz Biebl 1978[16]

## Text
„Fröhliche Weihnacht überall!“

     tönet durch die Lüfte froher Schall.

     Weihnachtston, Weihnachtsbaum,

     Weihnachtsduft in jedem Raum!

     „Fröhliche Weihnacht überall!“

     tönet durch die Lüfte froher Schall.
Darum alle stimmet

in den Jubelton,

denn es kommt das Licht der Welt

von des Vaters Thron.

  (Refrain)

Licht auf dunklem Wege,

unser Licht bist du;

denn du führst, die dir vertraun,

ein zur sel’gen Ruh’.

  (Refrain)

Was wir andern taten,

sei getan für dich,

daß bekennen jeder muß,

Christkind kam für mich.

  (Refrain)
1. ↑  Gelegentlich ist auch die abweichende Textfassung „Darum alle stimmet ein“ zu finden, z. B.

## Charts und Chartplatzierungen

### Version von Helene Fischer & Royal Philharmonic Orchestra
| Periode   | Höchstplatzierung, GesamtwochenChartsChartplatzierungen (Periode, Platzierungen, Wochen) |
| Periode   | DE                                                                                       |
| --------- | ---------------------------------------------------------------------------------------- |
| 2020/21   | DE94 (1 Wo.)DE                                                                           |
|           |                                                                                          |
|           |                                                                                          |
| 2022/23   | DE90 (1 Wo.)DE                                                                           |
| 2023/24   | DE99 (1 Wo.)DE                                                                           |
| Insgesamt | DE90 (3 Wo.)DE                                                                           |

## Audiolinks
- Fröhliche Weihnacht überall, gesungen von der Unterstufe der Schulhäuser Emmersberg und Zündelgut auf YouTube